# Белосток (Томская область)
Белосток (пол. Białystok) — село, расположенное в Пудовском сельском поселении Кривошеинского района Томской области (Россия). Основано польскими поселенцами из Западного края и Холмщины.

## История
Село ведёт свою историю с конца XIX — начала XX века. Официальной датой основания села считается 1898 год, когда сосланные в Сибирь поляки-жители Гродненской губернии основали небольшое поселение. В 1908 году в селе была построена католическая церковь, которую закрыли в 1927 году и снесли через 11 лет, а на её месте построили магазин.
Население Белостока превысило 500 человек в 1916 году, однако после революции численность населения стала постепенно снижаться. В 1926 году село состояло из 105 хозяйств, основное население — белорусы, было центром Белостокского сельсовета Кривошеинского района Томского округа Сибирского края.
В 1937-1938 годах практически всё взрослое мужское население села (около 100 человек) стало жертвами «польской операции НКВД».
Лишь в послевоенные годы село стало отстраиваться, и на месте разрушенной церкви открылся сельский клуб.
В 1990-е годы усилиями Василия Ханевича, главы польской организации «Белый орёл» удалось восстановить список репрессированных и написать книгу об истории села, а также воздвигнуть монумент памяти погибших и отстроить разрушенный костёл. При помощи той же организации прошли торжественные мероприятия по случаю 100-летнего юбилея Белостока.
В августе 2011 года, в связи с началом строительства в польском городе Белосток «Музея памяти Сибири», президент города Тадеуш Трусколяский посетил Томск. В ходе визита Тадеуш Трусколяский и мэр Томска Николай Николайчук подписали соглашение о сотрудничестве между городами.

## Население
| 1926 | 2002 | 2010 | 2012 | 2013 | 2014 | 2015 |
| ---- | ---- | ---- | ---- | ---- | ---- | ---- |
| 592  | ↘282 | ↘267 | ↘250 | ↘244 | →244 | →244 |
| 2021 |      |      |      |      |      |      |
| ↘239 |      |      |      |      |      |      |